# KB Košice
El Slávia TU Košice es un equipo de baloncesto eslovaco con sede en la ciudad de Košice, que compite en la SBL, la máxima competición de su país. Disputa sus partidos en el športová Boženke.

## Posiciones en liga
- 2004 - (8-1)
- 2005 - (5-1)
- 2007 - (1)
- 2008 - (12)
- 2009 - (12)
- 2010 - (4-1L)
- 2011 - (2-1L)
- 2012 - (10-1L)
- 2013 - (4-1L)
- 2014 - (2-1L)
- 2015 - (1-1L)

## Palmarés
- Campeón Slovakian Extraliga - 2007
- Campeón Copa de Eslovaquia - 2017, 2018
- Campeón 1.Liga - 2015
- Subcampeón 1.Liga - 2011, 2014

## Jugadores destacados
| - Vladimir Jojic - Ivan Smiljanic - Timothy Nicholson - Marian Hrabovsky - Milan Krasznai - Rolandas Penikas - Aurimas Stakenas - Milosz Krajewski - Zeljko Bojovic | - Dejan Stojanovic - Oleg Pelech - Deshawn Curtis - Derrick Harris - Mitch Platt - Kresimir Mustapic - Stefan Svitek - Velibor Radovic - Ajou Deng |